# Вила Санта Марија (Л'Аквила)
Вила Санта Марија (итал. Villa Santa Maria) је насеље у Италији у округу Л'Аквила, региону Абруцо.
Према процени из 2011. у насељу је живело 45 становника. Насеље се налази на надморској висини од 1035 м.